# Пабло Неруда
Па́бло Неру́да (исп. Pablo Neruda — псевдоним, принятый в качестве основного имени; имя, данное при рождении — Рика́рдо Элиэ́сер Нефтали́ Ре́йес Басоа́льто, исп. Ricardo Eliécer Neftalí Reyes Basoalto; 12 июля 1904 года, Парраль, Чили — 23 сентября 1973 года, Сантьяго, Чили) — чилийский поэт, дипломат и политический деятель. Сенатор Республики Чили (1945—1949), член Центрального комитета Коммунистической партии Чили (1958—1973). Посол Чили во Франции (1970—1972).
Лауреат Национальной премии Чили по литературе (1945), Международной Сталинской премии «За укрепление мира между народами» (1953) и Нобелевской премии по литературе (1971).
Вместе с Габриелой Мистраль, Висенте Уидобро и Пабло де Рока, Неруда входит в Большую четвёрку чилийской поэзии.

## Биография

### Ранние годы
Пабло Неруда (тогда ещё носивший своё настоящее имя Рикардо Рейес) родился 12 июля 1904 года в небольшом городке Паррале в центральной части Чили. Его отец, Хосе дель Кармен Рейес Моралес, был железнодорожным рабочим. Мать, Роза Нефтали Басоальто Опасо, школьная учительница, умерла от туберкулёза, когда Рикардо был ещё ребёнком. Вскоре после её смерти его отец женился второй раз, на Тринидад Кандиа. Затем семья переехала в город Темуко на юге Чили.
Рикардо Рейес начал писать стихи в возрасте десяти лет. Спустя два года он познакомился с известной чилийской поэтессой Габриелой Мистраль, во многом способствовавшей его первым поэтическим опытам. В 1920 году молодой поэт публикует в журнале «Сельва аустраль» стихи, взяв псевдоним Пабло Неруда по имени чешского писателя Яна Неруды, чтобы избежать конфликта с отцом, не одобрявшим его занятий литературой. Впоследствии этот псевдоним стал его официальным именем.
В 1921 году Неруда поступил в педагогический институт в Сантьяго на отделение французского языка. Вскоре за своё стихотворение «Праздничная песня», опубликованное в газете «Хувентуд», он получил первую премию на конкурсе, организованном Федерацией чилийских студентов. В 1923 году Неруда издаёт за свой счёт первый сборник своих стихов «Собрание закатов» (1923). Он получил признание читателей, что помогло поэту найти издателя для выпуска книги «Двадцать стихотворений о любви и одна песнь отчаяния» (1924). Этот сборник принёс молодому поэту большую известность в Латинской Америке.
В книге стихов «Попытка бесконечного человека» (1926) Неруда переходит от модернизма, характерного для предыдущего периода его творчества, к авангардизму. В этом же году Неруда издал книгу стихотворений в прозе «Кольца» (совместно с Томасом Лаго) и короткий авангардистский роман «Обитатель и его надежда».

### Дипломатическая работа в Юго-Восточной Азии
В 1927 году чилийское правительство назначило Неруду консулом в Бирму, куда он прибыл, задержавшись по дороге на недолгое время в Париже. Затем он был консулом и в других странах (тогда — колониях) Юго-Восточной Азии: на Цейлоне, в Сингапуре, в Голландской Ост-Индии. Здесь он написал стихи, которые впоследствии вошли в книгу «Местожительство — Земля». Для этого периода творчества Неруды характерно состояние, которое он сам впоследствии назвал «лучезарным одиночеством». В Батавии он познакомился с Марикой Антониетой Хагенаар Фогельзанг, голландкой с острова Бали, которая стала его первой женой.
В 1932 году Неруда вернулся в Чили. Здесь он опубликовал написанную в 1925—1926 годах книгу «Восторженный пращник», а также первый том книги «Местожительство — Земля».

### Неруда в Испании
В 1933 году Неруда был назначен консулом в Буэнос-Айрес. Там он познакомился с Федерико Гарсиа Лоркой, приехавшим сюда для постановки своей трагедии «Кровавая свадьба». В 1934 году Неруда был назначен консулом в Барселону, а затем переводится в Мадрид. Здесь он сблизился с испанскими поэтами «поколения 27 года» и издавал литературный журнал «Зелёный конь поэзии». В Мадриде Неруда выпустил второй том книги «Местожительство — Земля» (1935). В 1936 году он расстался со своей первой женой и встретился с Делией дель Карриль.
18 июля 1936 года началась гражданская война в Испании. Неруда, как и многие другие деятели культуры, поддерживал республиканцев. Потрясённый ужасами войны и убийством Федерико Гарсиа Лорки, Неруда написал книгу стихов «Испания в сердце», напечатанную в осаждённом Мадриде. Когда Неруда в 1937 году объявил, не имея на то официальных полномочий, что Чили поддерживает республиканцев, он был отозван из Испании, однако уже через год был направлен с краткосрочной миссией в Париж, где вместе с бывшим премьером Испанской республики Хуаном Негрином помогал республиканским беженцам эмигрировать в Чили, где тогда у власти была коалиция радикалов, социалистов и коммунистов во главе с прогрессивным президентом Педро Агирре Сердой.

### Дипломатическая работа в Мексике
С 1939 года Неруда занимал должность секретаря чилийского посольства в Мексике, а затем и генерального консула (1941—1944). В годы Второй мировой войны он пишет стихи, воспевающие героизм защитников Сталинграда и доблесть Красной армии («Три песни любви Сталинграду», 1942—1949). В это же время Неруда начинает работать над поэмой «Всеобщая песнь».

### Возвращение в Чили

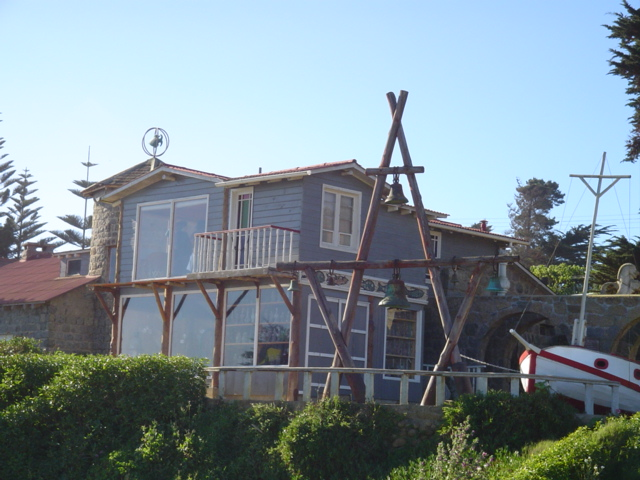
Дом Неруды в Исла-Негра

В 1943 году Неруда возвращается в Чили, активно участвуя в политической жизни страны. В этом же году он женился на Делии дель Карриль. По пути из Мексики в Чили Неруда проезжал через Перу, где посетил развалины древнего города инков Мачу-Пикчу. Впечатления от этой поездки легли в основу цикла стихотворений «Вершины Мачу-Пикчу», вошедшего во «Всеобщую песнь».
4 марта 1945 года Неруда был избран в Сенат Республики Чили, где представлял северные области Антофагаста и Тарапака. 15 июля того же года он вступил в Коммунистическую партию Чили, членом и активным деятелем которой оставался вплоть до конца жизни. Тогда же Неруда был удостоен Национальной премии по литературе.
Был председателем комиссии по организации предвыборной кампании блока коммунистов и радикалов «Демократический альянс» перед президентскими выборами 1946 года.
В 1946 году Неруда впервые встретился с Матильдой Уррутией, которая затем стала его третьей женой; это произошло на концерте, куда её привела знакомая с Нерудой певица Бланка Хаузер.
6 января 1948 года Неруда в своей речи в Сенате публично назвал чилийского президента Габриэля Гонсалеса Виделу, годом раннее разорвавшего союз с коммунистами и начавшего репрессии против них, марионеткой Соединённых Штатов, после чего он был обвинён в государственной измене, лишён депутатского мандата и вынужден перейти на нелегальное положение.

### Политическое изгнание
В 1949 году Неруда тайно пересёк границу Чили и Аргентины, приехал в Буэнос-Айрес, а оттуда — в Париж.
В годы изгнания Неруда вёл активную общественную деятельность, участвовал во Всемирных конгрессах сторонников мира, входил в комитет по присуждению Международной Сталинской премии, посещал Советский Союз, Польшу, Венгрию (1949), Индию (1950), Китай (1951). В 1950 году Неруда получил Международную премию мира.
В изгнании Неруда завершил работу над поэмой «Всеобщая песнь» — монументальным произведением, состоящим из 231 стихотворения общим объёмом более 15 000 строк, в котором воплощены история и современность Латинской Америки, её люди и природа. Книга, изданная в Мексике в 1950 году, была иллюстрирована Диего Риверой и Давидом Сикейросом. В Чили она была запрещена правительством Виделы и нелегально распространялась коммунистами.
Некоторое время Неруда жил в Италии. В это время он познакомился с Матильдой Уррутией. Матильде посвящена книга «Стихи Капитана», опубликованная в Неаполе в 1952 году.

### Жизнь в Чили

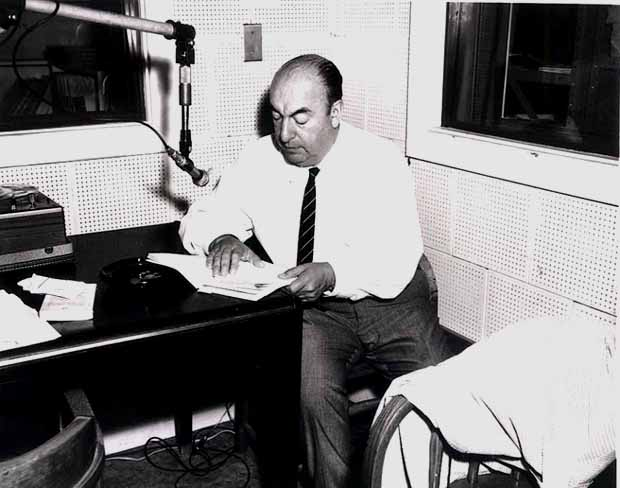
Пабло Неруда подписывает свою книгу для Библиотеки Конгресса США, 1966

Неруда вернулся в Чили в 1953 году, после поражения преследовавших его радикалов Виделы на президентских выборах годом ранее. В 1953 году он получил Международную Сталинскую премию. В 1954 году Неруда издал книгу стихов «Виноградники и ветер», среди стихов которой имеется и элегия, посвящённая И. В. Сталину. В 1958 году Неруда стал членом Центрального комитета Коммунистической партии Чили.
В 1950-е годы Неруда издал три книги «Од изначальным вещам» (1954, 1955, 1957) и дополняющую их книгу «Плавания и возвращения» (1959). Оды в каждой книге расположены по алфавиту, что подчёркивает их равноправность. Они посвящены разнообразным понятиям, явлениям, предметам и людям: Америке, апельсину, артишоку, атому, беспокойству, Сесару Вальехо, Вальпараисо, велосипеду, весне, вину, воздуху, волне, гитаре, глазу, древесине, зависти, звёздам, зиме, жизни, каштану на земле, книге, кораблю в бутылке, Кордильерам, критике, лени, лету, луковице, магнолии, маису, меди, морю, надежде, настоящему, носкам, ночи, обнажённой красавице, огню, одежде, оливковому маслу, осени, отдельным городам, печали, печени, поездам на Юге, помидору, портовым водам, постели, поэзии, простому человеку, простоте, прошлому, радости, разным вещам, Артюру Рембо, Рио-де-Жанейро, соли, солидарности, солнцу, спокойствию, счастливому дню, тарелке, твоим рукам, типографии, третьему дню, Уолту Уитмену, хлебу, цветам на берегу, цветку, чайке, часам посреди ночи, человеку в лаборатории, черепу, чилийским птицам, числам, энергии, якорю, ясному дню, ясности, и так далее.
В 1958 году вышла книга «Эстравагарио», намечающая новые направления в поэзии Неруды. Книга «Сто сонетов о любви», изданная в 1959 году, посвящена Матильде Уррутии. Сонеты в этой книге лишены традиционной сонетной рифмовки; сам Неруда называл их «как бы выструганными из дерева». Вдохновленный победой Кубинской революции, Неруда опубликовал «Героическую песнь» (1960). В эти же годы в его стихах появляется новая тематическая линия, которую условно можно назвать «ретроспективной». Воспоминания и самооценки характерны прежде всего для сборников «Полномочный представитель» (1962), «Мемориал Чёрного острова» (1964). Философская лирика Неруды собрана в книгах «Руки дня» (1968), «Конец света» (1969).

### Последние годы жизни
В 1969 году Коммунистическая партия Чили выдвинула Неруду кандидатом на пост президента Республики Чили, но 5 января 1970 года глава компартии Луис Корвалан заявил, что готов «не настаивать на выдвижении собственного кандидата» в случае, если коалиция «Народное единство», в которую КПЧ тогда входила, согласится выдвинуть единого кандидата. Через 2 недели Пабло Неруда снялся с выборов в пользу своего давнего друга, социалиста Сальвадора Альенде, которого затем поддержали и остальные партии блока. Активно участвовал в предвыборной кампании Альенде, совершил ряд поездок по стране, пытался договориться о поддержке единого кандидата левых сил с частью христианских демократов во главе с их кандидатом Радомиро Томичем, с которым также поддерживал хорошие отношения (последнее не удалось из-за противодействия Эдуардо Фрея, выступавшего против всякого союза ХДП с Народным единством в целом и Альенде в частности — хотя впоследствии, уже после событий 1973 года, он признает эти свои действия ошибочными). Как писал Корвалану после сам Сальвадор Альенде:

Я не могу также не вспомнить в этот момент замечательного коммуниста, нашего великого товарища Пабло Неруду, лауреата Нобелевской премии по литературе, с которым я трижды объезжал страну, чтобы вдохнуть в народ веру в победу, и который жестом, полным величия, отказался от своих законных ожиданий, чтобы закрепить единство народных сил и облегчить победу в сентябре 1970 г.
После победы Альенде на выборах 1970 года правительство Народного единства назначило Неруду послом во Франции (его кандидатуру утвердил Сенат с перевесом в три голоса, «против» голосовали представители ХДП и правых партий). Прибыв в Париж, он распорядился снять со стены посольства портреты всех прежних послов (включая своего предшественника) и заменить их портретами Педро Агирре Серды, Луиса Рекабаррена и Сальвадора Альенде. Во время забастовки грузоперевозчиков, Неруда пытался привлечь внимание французской общественности к событиям в его родной стране и получил определённую поддержку.
В 1971 году Неруда получил Нобелевскую премию по литературе.
В 1972 году больной раком предстательной железы Неруда вернулся в Чили. 11 сентября 1973 года в стране произошёл военный переворот, в результате которого к власти в Чили пришли реакционные военные во главе с генералом Аугусто Пиночетом. Сальвадор Альенде погиб при штурме путчистами президентского дворца Ла Монеда. Тысячи сторонников Народного единства были убиты, десятки тысяч — арестованы и отправлены в концлагеря.
Уже 12 сентября в дом поэта в Сантьяго пришли четыре офицера, осмотревшие дом и разрешившие остаться в нём только трём людям — самому Неруде, его жене и охраннику. На следующий день к дому приехали три грузовика с не менее чем 40 солдатами, которые разграбили его, официально обосновав это «поиском скрывающихся коммунистов и оружия», через несколько часов ещё один обыск провели морские пехотинцы, однако их командир заглянул к Неруде и извинился перед ним. После этого поэта оставили в покое, однако берег у Исла-Негра начал патрулировать военный корабль.
Умирающий поэт был шокирован всем произошедшим и через три дня после переворота написал свои последние слова, посвящённые памяти убитого президента:

Я пишу эти беглые строки — они войдут в мою книгу воспоминаний — три дня спустя после не поддающихся здравому смыслу событий, которые привели к гибели моего большого друга — президента Альенде. Его убийство старательно замалчивали, его похороны прошли без свидетелей, только вдове позволили пойти за гробом бессмертного президента. По версии, усиленно распространявшейся палачами, он был найден мёртвым и, по всем признакам, якобы покончил жизнь самоубийством. Но зарубежная печать говорила совсем другое. Вслед за бомбардировкой в ход были пущены танки. Они «бесстрашно» вступили в бой против одного человека — против президента Чили Сальвадора Альенде, который ждал их в кабинете, объятом дымом и пламенем, наедине со своим великим сердцем.

Они не могли упустить такой блестящей возможности. Они знали, что он никогда не отречётся от своего поста, и потому решили расстрелять его из автоматов. Тело президента было погребено тайно. В последний путь ого провожала только одна женщина, вобравшая в себя всю скорбь мира. Этот замечательный человек ушёл из жизни изрешеченный, изуродованный пулями чилийской военщины, которая снова предала Чили.
Правительство Мексики выразило готовность предоставить Неруде политическое убежище, однако последние события окончательно подорвали его здоровье. 19 сентября он был госпитализирован, по дороге машину несколько раз останавливали военные, проводя допросы и досмотры.
23 сентября 1973 года в 10 часов вечера Пабло Неруда скончался в клинике Санта Мария в Сантьяго. По одной из версий, в октябре 2017 года получившей некоторые подтверждения, он был убит по приказу Пиночета инъекцией неизвестного яда. В 2023 году группа международных экспертов нашла бактерии Clostridium botulinum в останках Неруды.
Несмотря на противодействие военной хунты, похороны поэта превратились в политическую демонстрацию против неё:

Люди, участвующие в этой процессии, проявляют беспримерное мужество; по сути, они бросили вызов самой смерти, которая кружит над ними, следит со всех грузовиков, где сидят солдаты с автоматами наизготове.
…Пробивается чей-то охрипший голос: «Товарищ Пабло Неруда!» В ответ: «С нами!»
Чуть погодя другой напряженный голос: «Товарищ Виктор Хара!» И тут же выплескивается: «С нами!»

Короткую тишину разрезает возглас: «Товарищ Сальвадор Альенде!» И гром голосов: «С нами!»
В 1973—1974 годах в Буэнос-Айресе вышли посмертные издания восьми поэтических книг Неруды, а также книга воспоминаний «Признаюсь: я жил», позднее переведённая на русский язык.

### Эксгумация
8 апреля 2013 года в саду личного дома Пабло Неруды состоялась эксгумация тела поэта, выяснялась причина гибели.

## Память
- В честь Неруды был назван танкер «Pablo Neruda» (ныне разделан на металл).
- В честь Неруды назван кратер на Меркурии.
- В честь Неруды названа улица в Кривом Роге (Украина)[15]; улица Пабло Неруды в Бухаре (Узбекистан) переименована в Пиридастгир (по названию мечети)[источник не указан 1089 дней].
- Имя Пабло Неруды носит государственное бюджетное образовательное учреждение города Москвы школа № 1568 (ранее общеобразовательная школа № 1237 с углублённым изучением испанского языка)[16].
- На проспекте Мира в Москве, в доме 180, находится библиотека имени Пабло Неруды.
- С Россией у Пабло Неруды были особенные отношения. Он говорил про себя: «патриарх своего арауканства и сын Аполлинера или Петрарки… но и птица Василия Блаженного, живущая среди цветастых куполов…»[17]
- В декабре 2004 года в Москве открылась выставка[18]: «Образы Пабло Неруды. Пабло Неруда и Россия». На ней были показаны личные письма поэта и поэту, его рисунки и автографы, уникальные фотографии. Выставка стала частью программы чествования чилийского поэта, за ней последовали лекции и презентации его российских изданий, а также цикл документальных фильмов о жизни Пабло Неруды.
- Памяти Пабло Неруды посвящён советский мультфильм 1975 года «Поезд памяти», основанный на стихотворениях поэта[19].
- Во многих странах мира были выпущены почтовые марки, посвящённые Пабло Неруде.
- В честь Неруды была названа улица во втором по населению городе Кипра Лимасоле — Πάμπλο Νερούδα.

Почтовые марки
Пабло Неруда на почтовой марке Венгрии, 1973 год

### Образ в кино и литературе
- 1962 — роман «Шахтёрский сенатор» автора Юлия Анненкова.
- Стихи Неруде посвящали Белла Ахмадулина, Маргарита Алигер, Михаил Дудин, Леонид Мартынов, Михаил Луконин, Эдуардас Межелайтис, Андрей Вознесенский.
- 1994 — фильм «Почтальон» (Италия, Франция, Бельгия) режиссёра Майкла Рэдфорда по роману Антонио Скарметы «Пылкое терпение» (Ardiente paciencia). Роль Неруды исполнил Филипп Нуаре. Фильм получил 5 номинаций на премию Оскар, в том числе за лучший фильм года.
- 2016 — фильм «Неруда» (Чили, Аргентина, Франция, Испания, США) режиссёра Пабло Ларраина. Заглавную роль сыграл Луис Гнекко[20].
- Пабло Неруда (под именем Поэт) также фигурирует в романе чилийской писательницы Исабель Альенде (племянницы Сальвадора Альенде) «Дом духов» (1981), впоследствии также экранизированном.

## Произведения
- Crepusculario / Собрание закатов (1922)
- Veinte poemas de amor y una canción desesperada / Двадцать стихотворений о любви и одна песня отчаяния (1924)
- El habitante y su esperanza / Обитатель и его надежда (1926)
- Anillos / Кольца (1926, совместно с Томасом Лаго)
- Tentativa del hombre infinito / Попытка бесконечного человека (1926)
- El hondero entusiasta, 1923—1924 / Восторженный пращник (1933)
- Residencia en la tierra / Местожительство — Земля (1933, 1935)
- España en el corazón / [www.lib.ru/POEZIQ/NERUDA/ispania.txt Испания в сердце] (1937)
- Nuevo canto de amor a Stalingrado / Новая песнь любви к Сталинграду (1943)
- Tercera residencia / Третье местожительство (1947)
- Canto general / Всеобщая песнь (1950)
- Los versos del capitán: Poemas de amor / Стихи Капитана (1952)
- Las uvas y el viento / Виноградники и ветер (1954)
- Odas elementales / Оды изначальным вещам (1954)
- Nuevas odas elementales / Новые оды изначальным вещам (1955)
- Tercer libro de las odas / Третья книга од (1957)
- Estravagario / Эстравагарио (1958)
- Cien sonetos de amor / Сто сонетов о любви (1959)
- Navegaciones y regresos / Плавания и возвращения (1959)
- Las piedras de Chile / Камни Чили (1960)
- Canción de gesto / Героическая песнь (1960)
- Cantos ceremoniales / Ритуальные песни (1962)
- Plenos poderes / Полномочный представитель (1962)
- Memorial de Isla Negra / Мемориал Чёрного острова (1964)
- Arte de pájaros / Искусство птиц (1966)
- Una casa en la arena / Дом на песке (1966)
- Fulgor y muerte de Joaquín Murieta / Сияние и смерть Хоакина Мурьеты (1967)
- La Barcarola / Баркарола (1967)
- Las manos del día / Руки дня (1968)
- Maremoto / Маремото (1968)
- Aun / И всё же (1969)
- Fin de mundo / Конец света (1969)
- Las piedras del cielo / Камни неба (1970)
- La espada encendida / Раскалённая шпага (1972)
- Geografía infructuosa / Бесплодная география (1972)
- Incitación al Nixonicidio y alabanza de la revolución chilena / Призыв к расправе над Никсоном и хвала чилийской революции (1973)
- La rosa separada / Отделённая роза (1973)
- El mar y las campanas / Море и колокола (1973)
- Corazón amarillo / Жёлтое сердце (1974)
- 2000 (1974)
- Elegía / Элегия (1974)
- Defectos escogidos / Избранные недостатки (1974)
- Libro de las preguntas / Книга вопросов (1974)
- Jardín de invierno / Зимний сад (1974)
- Confieso que he vivido / [bookz.ru/authors/pablo-neruda/priznaus_901.html Признаюсь: я жил] (1974)

### В русском переводе
- Испания в сердце. Пер. И. Эренбурга. — М.: Гослитиздат, 1939.
- Стихи. — М.: Изд-во иностр. лит., 1949.
- Да пробудится лесоруб! — М.: Правда, 1950.
- Избранное. — М.: Гослитиздат, 1954.
- Всеобщая песнь. М.: Изд-во иностр. лит., 1954.
- Избранные произведения в 2 т. — М.: Гослитиздат, 1958.
- Гимны Кубе. — М.: Правда, 1961.
- Плаванья и возвращения. Пер. М. Алигер, О. Савича. — М.: Прогресс, 1964.
- Птицы Чили. Пер. О. Савича. — М.: Худ. лит., 1967.
- Четыре времени сердца. — М.: Худ. лит., 1968.
- Звезда и смерть Хоакина Мурьетты. Пер. П. Грушко. — М.: Искусство, 1971.
- Ода типографии. Пер. П. Грушко. — М.: Книга, 1972.
- Молчание — не золото. — М.: Детская литература, 1972
- О поэзии и о жизни. — М.: Худож. лит., 1974.
- «Я буду жить…» — М.: Детская литература, 1976. 2-е изд. — 1979.
- Местожительство — Земля. — М.: Прогресс, 1977.
- Собрание сочинений в 4 т. — М.: Художественная литература, 1978—1979.
- Признаюсь: я жил. Воспоминания. Пер. Л. Синянской, Э. Брагинской. — М.: Политиздат, 1978. 2-е изд. — 1988.
- Время жизни. — М.: Молодая гвардия, 1982.
- И всё-таки я жил! Пер. И. Гасымова. — Баку: Азернешр, 1988.
- Стихотворения. Пер. А. Щетникова. — Новосибирск: АНТ, 2006.
- Обитатель и его надежда. Пер. А. Щетникова. — Новосибирск: АНТ, 2006.
- Камни неба. Пер. А. Щетникова. — Новосибирск: АНТ, 2008.
- Сумасбродяжие. Три книги стихотворений. Пер. П. Грушко. — М.: Зебра-Е, 2010.
- Книга вопросов. Пер. А. Щетникова. — Новосибирск: АНТ, 2011.
- Море и колокола. Пер. А. Щетникова. — Новосибирск: АНТ, 2011.
- Зимний сад. Пер. А. Щетникова. — Новосибирск: АНТ, 2016.
- Оды изначальным вещам. Вып. 1. Пер. А. Щетникова. — Новосибирск: АНТ, 2016.
- Оды изначальным вещам. Вып. 2. Пер. А. Щетникова. — Новосибирск: АНТ, 2016.
- Двадцать стихотворений о любви и одна песня отчаяния. Пер. А. Щетникова. — Новосибирск: АНТ, 2021.